# Durand (Wisconsin)
Durand és una població dels Estats Units a l'estat de Wisconsin. Segons el cens del 2000 tenia 1.931 habitants.

## Poblacions properes
El següent diagrama mostra les poblacions més properes.